# ЛМ-99
ЛМ-99 (71-134) — российский пассажирский односторонний четырёхосный трамвайный вагон, строившийся на Петербургском трамвайно-механическом заводе. Первый прототип построен в 1999 году, серийный выпуск начался в 2000-м и завершился во второй половине 2008 года.
В 2005 году был произведен рестайлинг вагона. Эта версия ЛМ-99 в быту очень часто называется «пчёлка» из-за первоначально предложенной конструкторами жёлто-чёрной схемы окраски, более ранние версии ЛМ-99 по аналогичным причинам получили прозвище «кузнечик» (зелёный окрас). 
Трамваи ЛМ-99 работают в Санкт-Петербурге, Кемерово, Коломне, Новосибирске, Осинниках, Салавате, Смоленске, Таганроге, Усть-Каменогорске, Хабаровске.
Эксплуатация данных вагонов в Казани и Комсомольске-на-Амуре прекращена в 2016-19 годах. В Казани - заменены на 71-407-01 и 71-623, в Комсомольске-на-Амуре - не работают, в связи с полной остановкой трамвайного движения в городе, с октября 2018 года.
Также была отменена планируемая продажа вагонов в Одессу. Украинская сторона, желая проверить качество вагонов, попросила предоставить вагон для предварительных испытаний. ПТМЗ вагон не предоставил, предпочтя вообще отказаться от дальнейшего участия в тендере.

## История и модификации

### ЛМ-99 опытный
В декабре 1999 года на Петербургском трамвайно-механическом заводе был построен первый прототип модели ЛМ-99 с тиристорно-импульсной системой управления (ТИСУ). Выпускавшиеся в то время на заводе ЛМ-93 и ЛВС-97 ранних модификаций морально устарели. На ЛМ-99 установили новое оборудование, двери, сиденья, кабину, а также колёса диаметром 710 мм. В серию вагон с ТИСУ не пошёл. Единственный экземпляр эксплуатировался в трамвайном парке № 3 Санкт-Петербурга, в настоящее время передан в музей.

### ЛМ-99К
В 2000 началось серийное производство ЛМ-99 с реостатно-контакторной системой управления (РКСУ). Возврат к привычному электрооборудованию обусловлен сразу несколькими причинами: затянувшаяся доработка ТИСУ, отсутствие потенциальных заказчиков на вагоны с новой системой управления и муниципальный заказ Санкт-Петербурга на поставку четырёхосных вагонов с РКСУ. На вагонах было применено электрооборудование от ЛМ-93 с небольшими изменениями. Модификация получила обозначение 71-134К.
Наибольшие изменения произошли в механической и пневматической частях. ЛМ-99К, как и опытный ЛМ-99, оснастили новыми тележками типа 34Т00 с двухступенчатым рессорным подвешиванием и модернизированной пневмосистемой. Из состава пневмосистемы исключили тормозной кран, тем самым исключили возможность непосредственного управления тормозами вагона. В цепи управления вагона введены цепи управления тормозными электропневматическими вентилями, воздухораспределителями дверей и вентилями песочниц. Важной особенностью ЛМ-99 стала возможность отдельного открывания каждой двери из кабины водителя.
Первый вагон весной 2000 года был передан в Совмещённый трамвайно-троллейбусный парк г. Санкт-Петербурга. Всего в течение 2000 года было построено 9 таких вагонов, которые распределили между Санкт-Петербургом, Казанью и Осинниками. В 2001 увеличились темпы производства, вагоны стали поступать в другие города. В июне 2001 года вместо пневматических стеклоочистителей на вагоны начали устанавливать стеклоочистители с электроприводом. По заказу Коломны в салонах стали устанавливать сидения по схеме 2+1. На вагоне зав. № 021 были установлены модифицированные тележки с диагональной тягой для увеличения жёсткости рамы тележки, которая ухудшила доступ к тормозным колодкам. В связи с большим количеством случаев излома моторных балок в Коломне на всех вагонах тележки были заменены на тип 11Т00, а с 2002 года на заводе отказались от применения тележек 34Т00. На вагонах с зав. № 038 вместо алюминиевого молдинга по верху юбки применили резинометаллический.
В сентябре 2002 года был построен вагон (зав. № 055) без пневматического оборудования, получивший тип 71-134КЭ. На этом вагоне в качестве привода механических колодочных тормозов применены соленоиды производства УКВЗ, кроме того смонтирован электропривод дверей и песочниц. Для испытаний вагон поступил в Совмещённый трамвайно-троллейбусный парк г. Санкт-Петербурга. С этого же вагона на ЛМ-99К стали устанавливать изменённые лобовые маски с вклеенными стёклами. Вагоны с зав. № 055, 060—063 построены с дверями по типу вагона ЛМ-2000. На вагонах с зав. № 064 и 065 вместо штатного четырёхрычажного пантографа установили токоприёмник ТПБ 00.00, с зав. № 087 устанавливается серийно.
На вагоне зав. № 083 нижний обвязочный пояс кузова выполнили в плоскости борта с усиленным каркасом и трапециевидными вырезами под тележки. Серийно такой кузов стали выполнять с вагона зав. № 099. В августе 2003 года были построены вагоны 71-134КЭ зав. № 082, 083 с изменённым расположением дверей. Первая дверь была выполнена двухстворчатой, при этом одна её половина выходила в кабину водителя, другая в пассажирский салон. Задняя дверь напротив — стала одностворчатой. На задней площадке разместили три сиденья. В 2003—2004 годах было построено ещё 6 таких же вагонов (зав. № 096, 097, 102, 103, 105 и 106). Вагоны зав. № 096 и 097 получили пневматическую систему, которая использовалась лишь для управления дверями и песочницами. Эти два вагона поступили в Новосибирск. Остальные 6 вагонов 71-134КЭ, долгое время простояв на заводе, были перестроены в 71-134К и проданы в Санкт-Петербург в конце 2004 года.
Серийное производство 71-134К ввиду отсутствия заказчиков было свёрнуто в конце 2004 года, в то время уже массово строили вагоны ЛМ-99АВ с асинхронным тяговым приводом. Лишь в 2006-2007 году было изготовлено три вагона, по одному для Хабаровска и Осинников, а вагон с зав. № 176 не был реализован. Эти вагоны обозначались как ЛМ-99КВ. Позднее ЛМ-99К не строили. За 8 лет производства был построен 121 вагон серии ЛМ-99К.
Трамвай ЛМ-99К с заводским номером 176 строился на ПТМЗ около 2008 года, но он предназначался для Хабаровска. Вагон не был оплачен и поэтому долгое время стоял на ПТМЗ. В начале 2013 года поступил в 7 трамвайный парк под номером 7601 в виде "полуфабриката", где был дособран с помощью деталей от ЛМ-68М, большей частью с бывшего вагона 7601. В настоящее время передан в музей.
| Страна    | Город                | Эксплуатирующая организация                   | Количество                                             |
| Россия    | Кемерово             | АО «Кемеровская электротранспортная компания» | 5 единиц (все на списании)                             |
| Россия    | Комсомольск-на-Амуре | Комсомольское ТУ                              | 2 единицы (трамвайная система остановлена в 2018 году) |
| Россия    | Новосибирск          | МКП «ГЭТ»                                     | 3 единицы (на списании)                                |
| Россия    | Осинники             | Осинниковское ТУ                              | 3 единицы                                              |
| Россия    | Салават              | МУП «Трамвайное управление»                   | 1 единица (на списании)                                |
| Россия    | Санкт-Петербург      | СПб ГУП «Горэлектротранс»                     | 132 единицы (2 на списании, 2 музейные)                |
| Россия    | Смоленск             | Смоленское ТУ                                 | 1 единица                                              |
| Россия    | Хабаровск            | МУП «ГЭТ»                                     | 1 единица                                              |
| Казахстан | Усть-Каменогорск     | Трамвайное управление                         | 1 единица                                              |

### ЛМ-99КЭ
Отличается от ЛМ-99К только отсутствием пневмооборудования.
Эксплуатируются в Новосибирске (2 вагона) и Санкт-Петербурге (1 вагон).

### ЛМ-99АВ
Модификация вагона ЛМ-99АВ появилась по заказу Москвы, однако поставки были сорваны. Асинхронный двигатель, спереди двери снова стали двустворчатыми.
Эксплуатируются в Санкт-Петербурге (33 вагона (1 вагон модернизирован в учебный, 1 ожидает списания)).

### ЛМ-99АВН
В 2005 году был полностью обновлен кузов: кабина водителя, двери и многие другие детали интерьера. Задняя площадка стала низкопольной.
Эксплуатируются в Санкт-Петербурге (72 вагонов, из них 1 в старом кузове), Хабаровске (7 вагонов) и Осинниках (1 вагон).

### ЛМ-99АЭ
Вагоны по электрооборудованию идентичны с вагонами модели ЛМ-99АВН, но отличаются отсутствием пневмосистемы. Модель была разработана по заказу Москвы. Всего выпущено 66 вагонов, из них: 46 в старом кузове (модификации с одностворчатой и двустворчатой задней дверью) и 20 в новом кузове.
Эксплуатировались в Москве (43 вагона, старый кузов). В Казани (18 вагонов, новый кузов) выведены из эксплуатации.
В 2017 году начался процесс передачи московских вагонов в другие города Российской Федерации. Передано 6 вагонов в г. Новотроицк, 8 вагонов в г. Орск. Кроме того, 6 единицы подвижного состава списаны. Таким образом, в настоящее время Москва насчитывает 29 вагонов данной модификации, эксплуатировавшихся в Краснопресненском депо Трамвайного управления ГУП "Мосгортранс".

### ЛМ-99АЭН
От ЛМ-99АВН отличается только отсутствием пневмооборудования.
Ранее эксплуатировались в Кемерове (6 вагонов), Таганроге (6 вагонов), Твери (2 вагона).

## Технические подробности
ЛМ-99 является высокопольным (в некоторых модификациях — с переменным уровнем пола) односторонним четырёхосным трамваем колеи 1524 мм. Его стальной корпус смонтирован на несущей стальной раме, оснащенной двумя двухосными тележками мостового типа с одинарным (или двойным, в зависимости от модификации) подвешиванием колёсных пар. Передняя панель стеклопластиковая. Корпус имеет четыре поворотно-сдвижных двери (одну одностворчатую — только в кабину водителя — или двустворчатую — одна створка в кабину, другая — в салон) в носовой оконечности, две двустворчатые в середине и одна одностворчатая (в плоскости борта) или двустворчатая (на свесе в корме) с пневмо- или электроприводом. Торможение электрическое, тяговыми двигателями. Для дотормаживания используется барабанно-колодочный тормоз с пневмо- или электроприводом. Присутствует и магниторельсовый тормоз. ЛМ-99 оснащён четырьмя тяговыми электродвигателями и может развить скорость в 75 км/ч. Система управления током тяговых двигателей косвенная, реостатно-контакторная или транзисторная. В базовой комплектации вагон имеет 19 посадочных мест и способен перевозить 207 пассажиров с полной нагрузкой. Размеры ЛМ-99 составляют: 15000 мм — общая длина, 2550 мм — ширина, 3080 мм — высота; общая масса без пассажиров — 20 тонн. Вагон с реостатной системой управления способен работать по СМЕ, асинхронные версии такой возможности не имеют.

## Модернизации
В 2019 году из двух вагонов ЛМ-99АВН были изготовлены вагоны-реплики, имитирующие внешний вид вагонов ЛМ-33 для эксплуатации на туристическом маршруте.
С 2021 года в Санкт-Петербурге проводится капитальный ремонт вагонов ЛМ-99АВН. Отличительной особенностью модернизированных вагонов является отсутствие пневмооборудования.

## Галерея

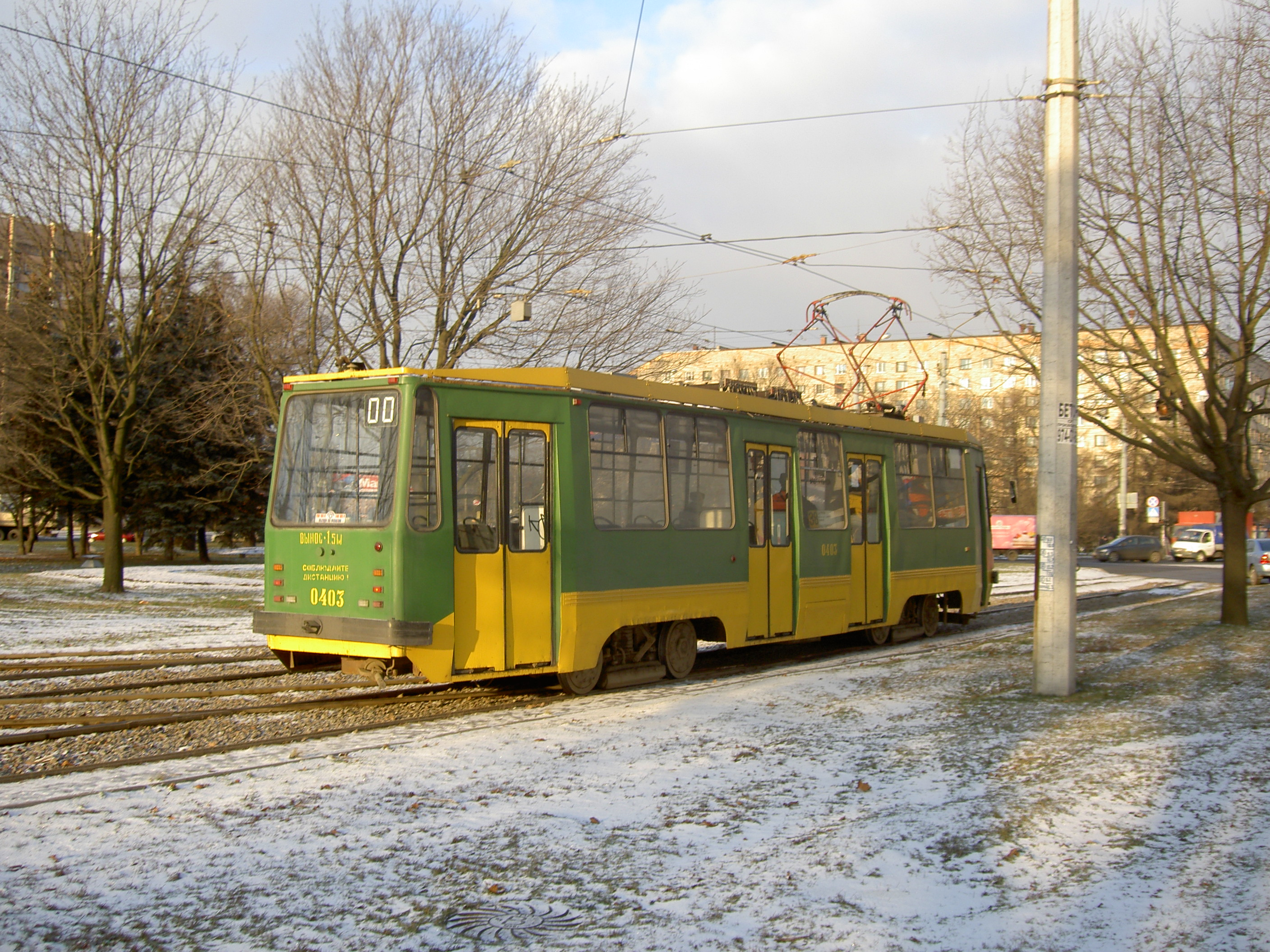
ЛМ-99К в первоначальной окраске в Санкт-Петербурге
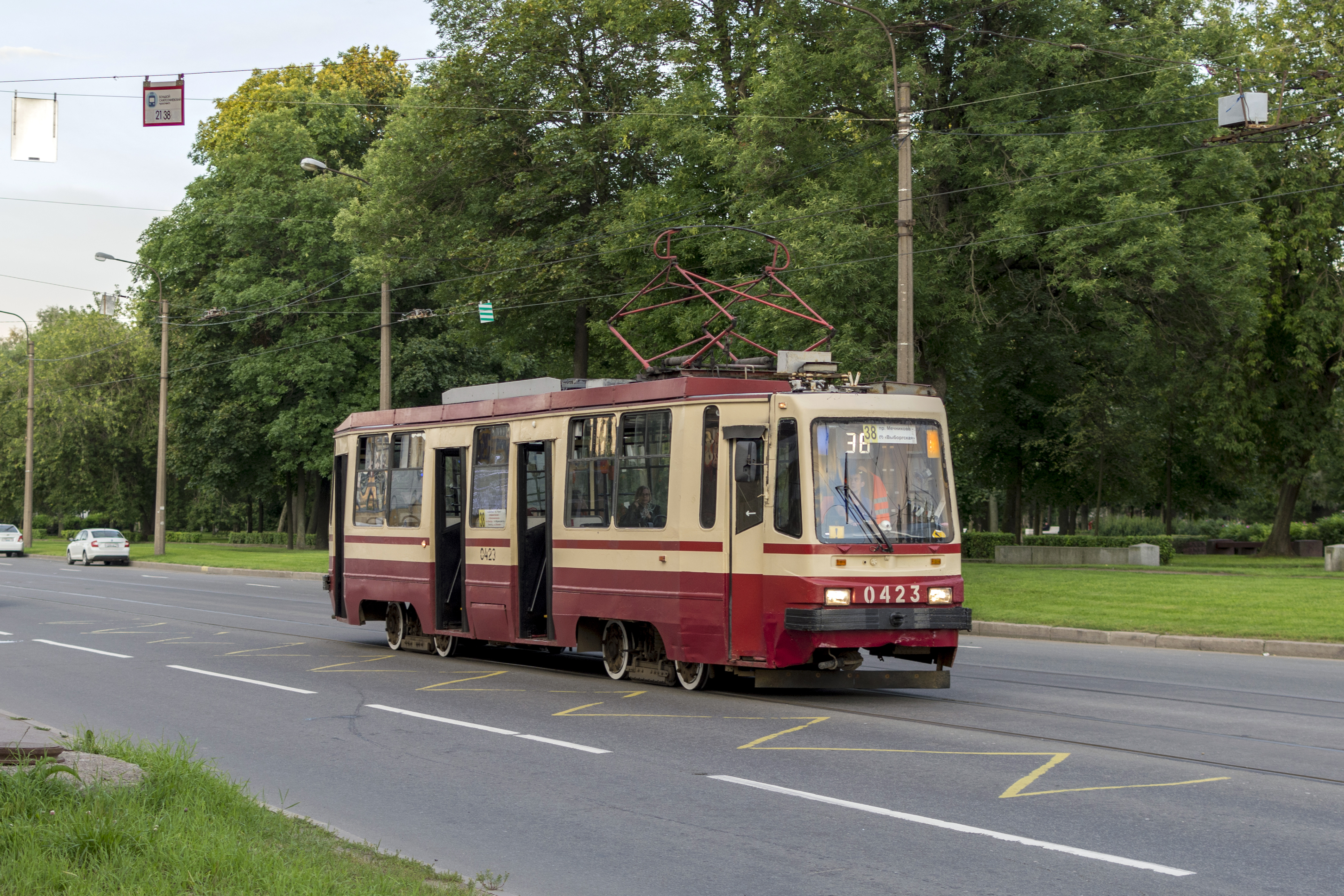
ЛМ-99К в Санкт-Петербурге
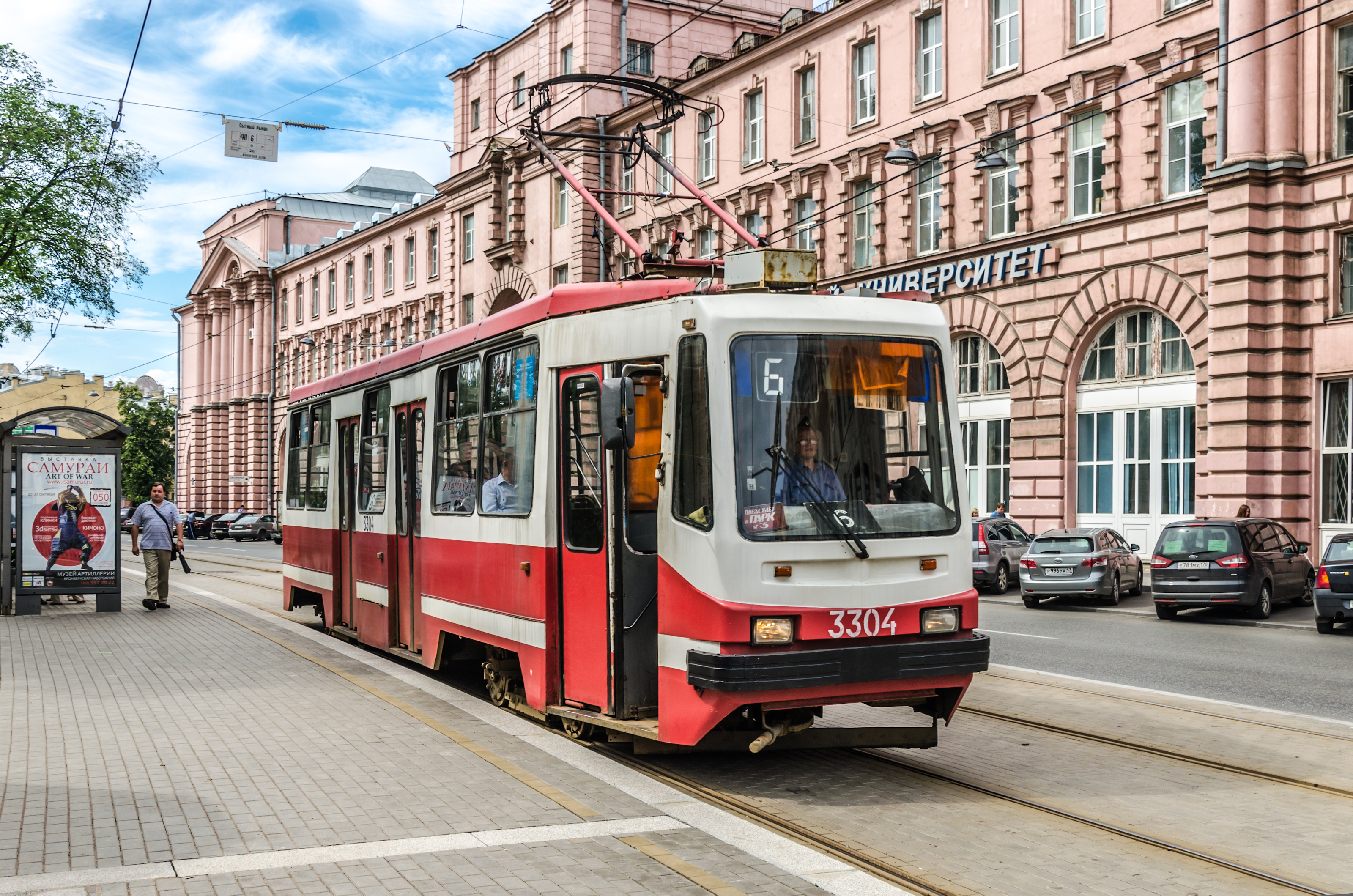
ЛМ-99АВ в Санкт-Петербурге
ЛМ-99АЭ в Москве
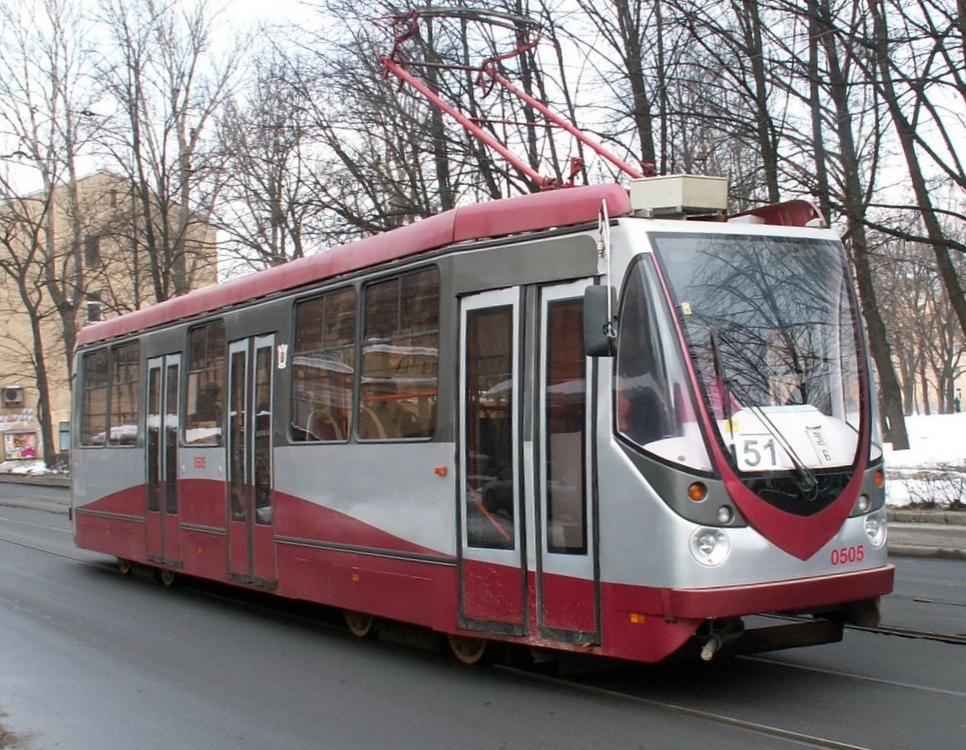
Трамвай ЛМ-99АВ с модернизированным кузовом и первоначальной окраской в Санкт-Петербурге
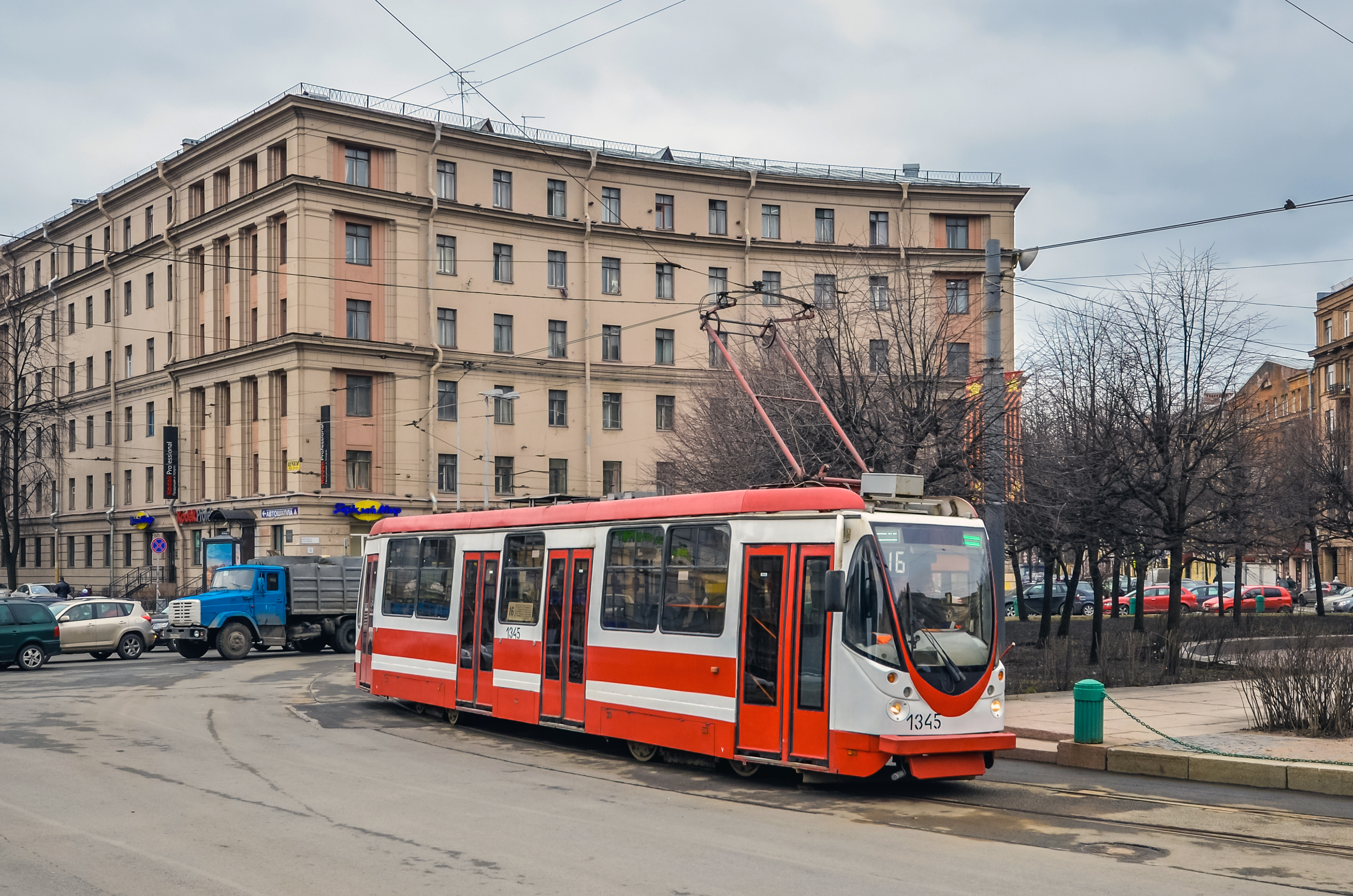
Трамвай ЛМ-99АВН с модернизированным кузовом в Санкт-Петербурге
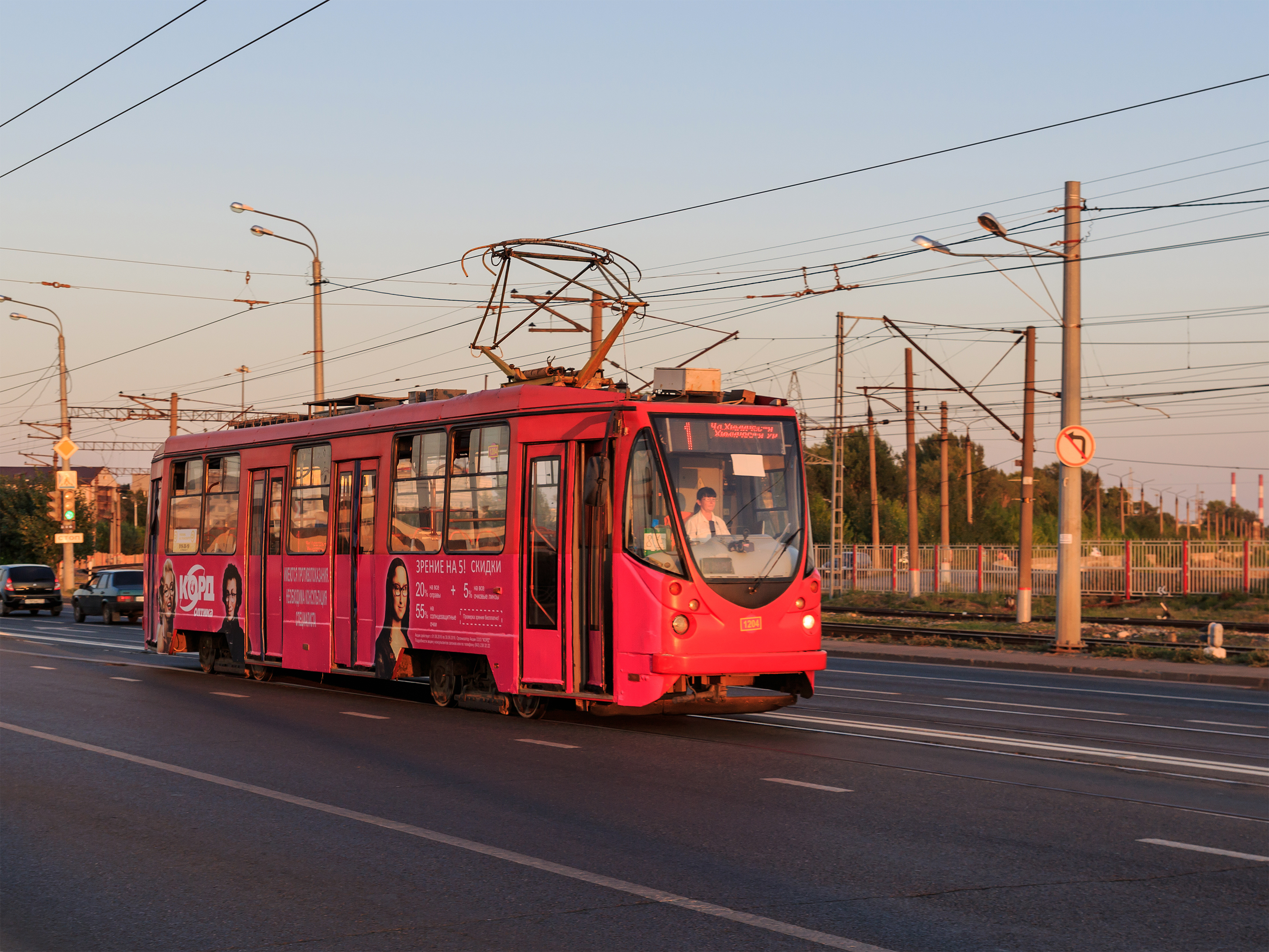
ЛМ-99АЭ в Казани
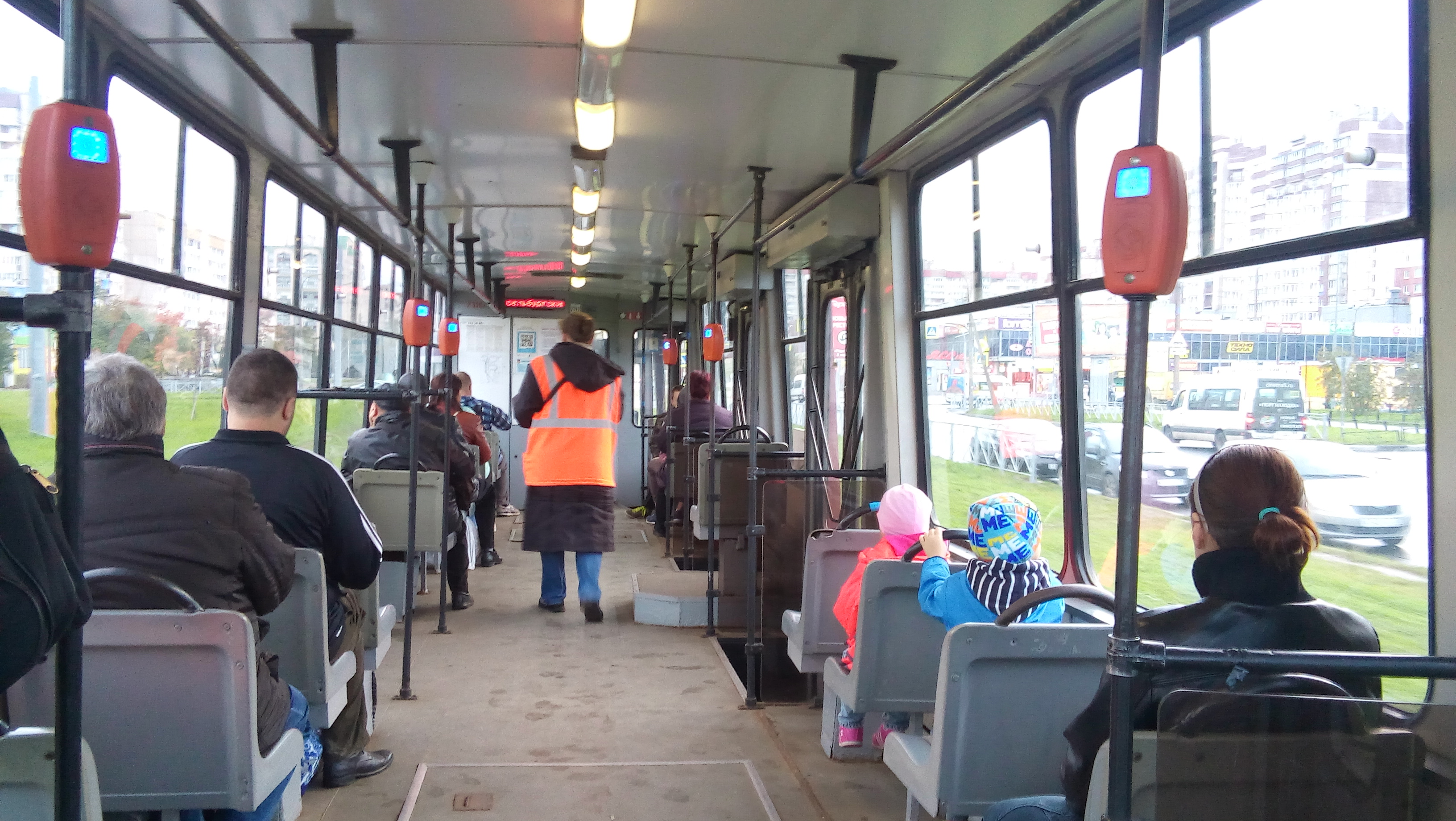
Салон вагона ЛМ-99АВ № 7316 в Санкт-Петербурге
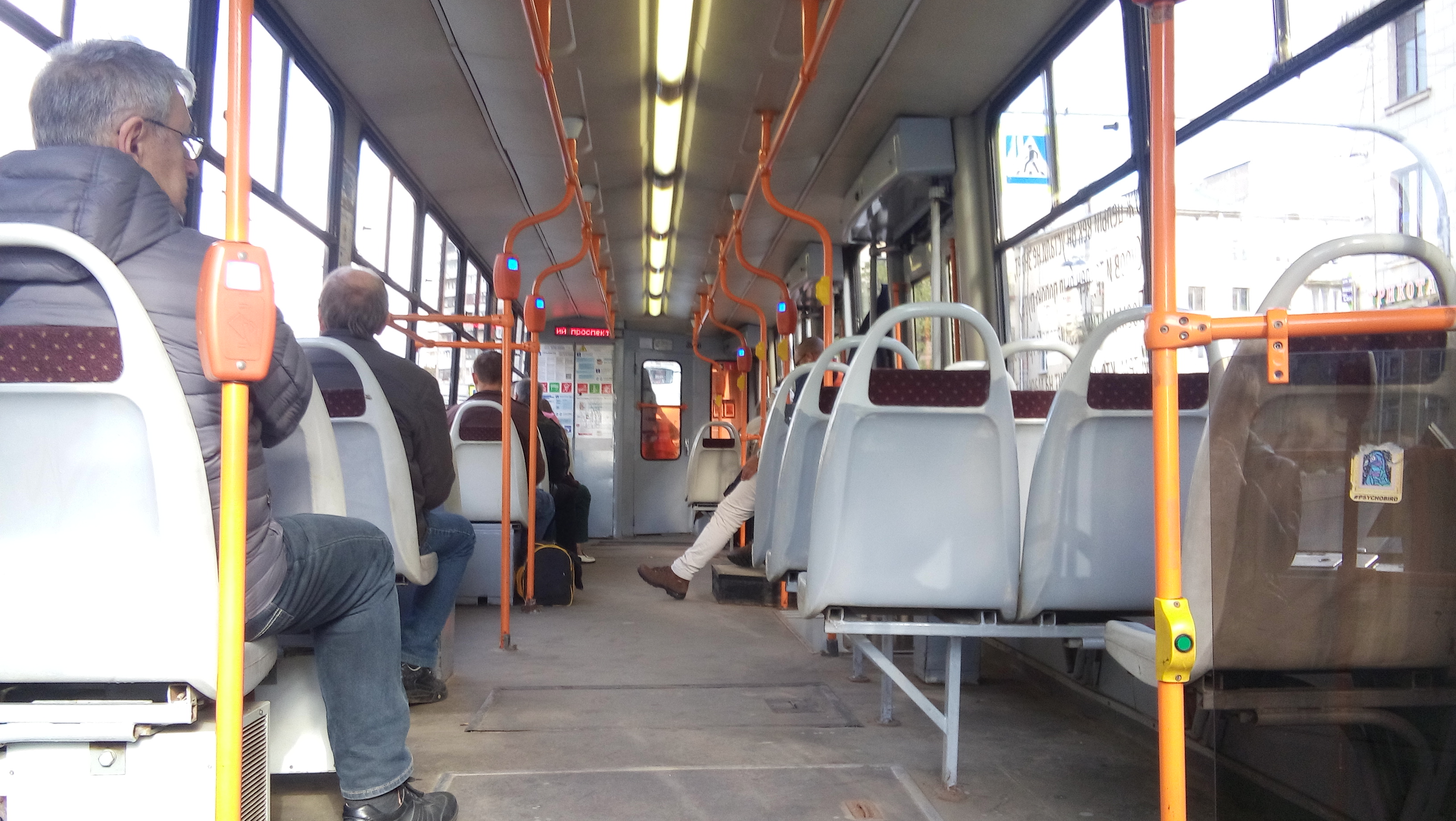
Салон вагона ЛМ-99АВН № 3316 в Санкт-Петербурге